# Samir Arab
Samir Arab (25 de marzo de 1994) es un futbolista maltés que juega en la demarcación de defensa para el Balzan FC de la Premier League de Malta.

## Selección nacional
Tras jugar con la selección de fútbol sub-19 de Malta y la sub-21, debutó con la selección de fútbol de Malta el 7 de octubre de 2020. Lo hizo en un partido amistoso contra Gibraltar que finalizó con un resultado de 2-0 a favor del combinado maltés tras los goles de Kyrian Nwoko y de Triston Caruana.

## Clubes
| Club                         | País  | Año         | Partidos | Goles |
| ---------------------------- | ----- | ----------- | -------- | ----- |
| Valletta FC                  | Malta | 2010 - 2012 | 1        | 0     |
| Vittoriosa Stars FC (cedido) | Malta | 2012 - 2014 | 30       | 1     |
| Balzan FC                    | Malta | 2014 -      | 97       | 3     |